# Hofamt (Gemeinde Frohnleiten)
Hofamt ist eine Ortschaft auf dem Gebiet der gleichnamigen Katastralgemeinde in der Stadtgemeinde Frohnleiten im österreichischen Bundesland Steiermark.
Hofamt zählt 69 Bewohner (Stand 1. Jänner 2024) auf einer Fläche von 804,40 ha, auch fließt der Arzbach durch die Ortschaft.
Der Großteil des Gebiets besteht aus Wäldern, die zum Großteil im Privatbesitz sind. In der Ortschaft Hofamt liegen der Haneggkogel (1088 m ü. A.) und der Zöllerkogel (1353 m ü. A.). Die Ortschaft ist über die Arzwaldgrabenstraße (Gemeinden Übelbach, Deutschfeistritz und Peggau) und den Oberschenkenbergweg (Gemeinde Frohnleiten) aus erreichbar, auch zweigen hier Waldwege in den Ratlosgraben und auf den Schenkenberg ab. Hofamt ist 13 Kilometer vom Ortszentrum Frohnleitens entfernt.

## Bevölkerung
Die Tabelle zeigt die Bevölkerungsveränderung der Ortschaft Hofamt.
| Ortschaft | 15.05.2001 | 31.10.2011 | 01.01.2015 |
| --------- | ---------- | ---------- | ---------- |
| Hofamt    | 75         | 75         | 77         |